# ケントク
株式会社ケントク（旧：新生舎）は、大阪市北区に本社を置く建築物の清掃、警備、設備、マンション、指定管理者制度の施設等の管理の他、外食産業やダスキンのクリーンサービス事業を取り扱う、総合ビル・施設サービス企業（建築物管理）。
創業者が同じダスキンの関連する事業もフランチャイジーとして展開している。企業スローガンもダスキンと同じ「喜びのタネをまこう」を使用する。

## 沿革
- 1958年、鈴木清一が大阪でケントクの前身であるケントク新生舎を創業。
- 1962年、アメリカのワックスメーカー・SCジョンソン社と資本提携。
- 1964年、社名を「新生舎」へ変更。
- 2003年、社名を「ケントク」へ変更。

## 創業者
鈴木清一は一燈園を信仰しており、ダスキンの創業者でもある。社名の「ケントク」は、鈴木の亡き友人の戒名「謙徳」（けんとく）から由来する。